# Callionymus acutirostris
Callionymus acutirostris je paprskoploutvá ryba z čeledi vřeténkovití (Callionymidae).
Druh byl popsán roku 1981 ichtyologem Ronaldem Frickem.

## Popis a výskyt
Maximální zdokumentována délka 25 mm.
Tělo podlouhlé, zploštělé, hnědé barvy. Dorzální část tmavší než ventrální, břicho bílé. Boční strany s tmavě hnědými skvrnami. Hlava zploštělá s černými skvrnami, oči tmavě šedé.
Byla nalezena v západním středním Pacifiku, ve filipínských vodách.